# كاترين ستيرن
كاترين ستيرن (بالإنجليزية: Catherine Stern)‏ (بالألمانية: Käthe Stern)‏ هي عالمة نفس ألمانية وأمريكية، ولدت في 6 يناير 1894 في فروتسواف في بولندا، وتوفيت في 8 يناير 1973 في نيويورك في الولايات المتحدة.